# Kalhov
Kalhov là một làng thuộc huyện Jihlava, vùng Vysočina, Cộng hòa Séc.